# Discodermia tuberosa
Discodermia tuberosa är en svampdjursart som beskrevs av Arthur Dendy 1922. Discodermia tuberosa ingår i släktet Discodermia och familjen Theonellidae.
Artens utbredningsområde är Indiska oceanen. Inga underarter finns listade i Catalogue of Life.